# John Paul Young
John Paul Young, född 21 juni 1950 i Glasgow i Skottland i Storbritannien, är en australisk popsångare. Hans familj emigrerade till Australien 1962. Hans första topp 10-låt kom 1975 med "Yesterday's Hero", som nådde 8:e plats på australiska singellistan. Han hade en megahit 1978 med låten "Love is in the Air".